# Rue Cantagrel
Pour les articles homonymes, voir Cantagrel.
La rue Cantagrel est une voie située dans le quartier de la Gare du 13e arrondissement de Paris, en France.

## Origine du nom
Cette voie porte le nom du littérateur et homme politique français, Félix Cantagrel (1810-1887), ancien député de Paris.

## Historique
La voie est ouverte en 1894 et prend sa dénomination actuelle le 2 août 1899.
Le 28 mai 1918, durant la première Guerre mondiale, un obus tiré par la Grosse Bertha positionnée entre Fourdrain et Crépy-en-Laonnois explose au no 16 rue Cantagrel.

## Bâtiments remarquables et lieux de mémoire
- Au no 12 se trouve la Cité de refuge de l'Armée du salut, construite en 1930 par Le Corbusier et Pierre Jeanneret, et inscrite depuis 1975 sur la liste des monuments historiques[3].
- Au no 53 subsistent les vestiges d’une entrée de ferme en pierre de taille[4].
- Dans cette rue était domiciliée l'une des plus importantes société de télécommunications française, la SAT (Société anonyme de télécommunications), une pionnière dans le monde des transmissions en Europe. Elle était située dans le grand immeuble en photo.

La Cité de refuge de l'Armée du salut au no 12.